# Bolbula exigua
Bolbula exigua är en bönsyrseart som beskrevs av Giglio-tos 1915. Bolbula exigua ingår i släktet Bolbula och familjen Iridopterygidae. Inga underarter finns listade i Catalogue of Life.